# Shunichi Kumai
Shunichi Kumai (熊井 俊一, Kumai Shunichi) est un footballeur international japonais. Il évoluait au poste de gardien de but.

## Biographie
Shunichi Kumai reçoit deux sélections en équipe du Japon lors de l'année 1934.